# Przystań Stanica we Wrocławiu
Przystań Stanica – przystań na rzece Odra, położona na prawym brzegu, na 247,5 km rzeki, w rejonie osiedla Biskupin we Wrocławiu, przy ulicy Kożuchowskiej 13, w obrębie Wielkiej Wyspy. Podstawę portu stanowi zatoka rzeki Odra, będąca bezpiecznym akwatorium, na obszarze którego powstała podstawowa infrastruktura umożliwiająca slipowanie jednostek pływających oraz ich postój (cumowanie) przy pomostach i bojach. Oprócz obiektów wodnych w obrębie portu rzecznego istnieje także zaplecze obejmujące między innymi budynki, w tym hangary z możliwością przechowywania w nich jednostek pływających oraz ich napraw w warsztatach, zaplecze sanitarne, jak i teren, na którym możliwe jest między innymi biwakowanie. Przy przystani zlokalizowany jest Harcerski Ośrodek Wodny "Stanica" Związku Harcerstwa Polskiego. Działa tu również Wrocławskie Stowarzyszenie Żeglarskie "Port Stanica". Obie organizacje należą do Wrocławskiego Okręgowego Związku Żeglarskiego.